# Tifón Meranti
El tifón Meranti, conocido en Filipinas como Tifón Ferdie, (Designación internacional: 1614, designación JTWC: 16W) fue uno de los ciclones tropicales más intensos registrados. Al afectar a los Batanes en Filipinas, Taiwán y Fujian, China en septiembre de 2016, Meranti se formó como una depresión tropical el 8 de septiembre cerca de la isla de Guam. Rastreando hacia el oesnoroeste, Meranti se intensificó gradualmente hasta el 11 de septiembre, momento en el que comenzó un período de rápida intensificación. Continuando su rápida intensificación, se convirtió en un súpertifón el 12 de septiembre, cuando pasaba por el Estrecho de Luzón, alcanzando finalmente su intensidad máxima el 13 de septiembre con vientos sostenidos de 1 minuto de 315 km/h (195 mph). Poco después, pasó directamente sobre la isla de Itbayat. Meranti pasó al sur de Taiwán como un súpertifón y comenzó a debilitarse constantemente como resultado de la interacción con tocar tierra. Para el 15 de septiembre, se había convertido en un tifón equivalente a la categoría 2, convirtiéndose en el tifón más fuerte registrado en la provincia de Fujian. Al moverse hacia el interior, se produjo un rápido debilitamiento y Meranti se volvió extratropical al día siguiente, disipándose poco después después de que pasó al sur de la península de Corea.
La isla de Itbayat sufrió un impacto directo del súper tifón cerca de su máxima intensidad, cortando las comunicaciones de la isla durante varios días. No se informaron muertes en la isla desde la isla. El tifón causó daños a la isla de US$ 244,8 millones (US$ 5,13 millones). Sin embargo, los impactos más costosos y directos se sintieron en China, donde 45 personas murieron a causa de las inundaciones. El costo económico total en China alcanzó ¥31,78 mil millones (US$ 4,77 mil millones). En total, Meranti causó daños por valor de 4.8 mil millones de dólares estadounidenses y mató a 47 personas. Durante su paso, Meranti rompió o afectó varios registros meteorológicos. Con los vientos sostenidos estimados de 1 minuto de la Agencia Meteorológica de Japón de 315 km/h (195 mph), Meranti está vinculado con los tifones Haiyan de 2013 y Goni de 2020 como el segundo ciclón tropical más fuerte registrado por la velocidad de los vientos sostenidos. Además, en términos de vientos sostenidos de 1 minuto, la llegada de la tormenta a la isla de Itbayat poco después de la intensidad máxima lo vincula con Haiyan como el ciclón tropical más fuerte que se haya registrado. La presión estimada de 890 mbar (26.28 inHg) también fue la más baja registrada en el Pacífico occidental desde el tifón Megi en 2010.

## Historia meteorológica
El 8 de septiembre de 2016, el Centro Conjunto de Advertencia de Tifones (JTWC) emitió una alerta de formación de ciclones tropicales para un área de convección a unos 155 km (96 millas) al oeste de Guam en el Océano Pacífico occidental. Según la agencia, la circulación se estaba consolidando rápidamente junto con bandas de lluvia fragmentadas. A las 18:00 UTC de esa noche, la Agencia Meteorológica de Japón (JMA), clasificó el sistema como una depresión tropical. Al día siguiente, el Centro Conjunto de Advertencia de Tifones lo clasificó como depresión tropical 16W. En ese momento, el sistema naciente se movía lentamente hacia el oesnoroeste a través de una región de baja cizalladura del viento, dirigida por crestas hacia el norte y el suroeste. La convección creciente, pero fragmentada, o tormentas eléctricas, fue alimentada por las temperaturas inusualmente cálidas del agua y la salida del sur. A las 06:00 UTC del 10 de septiembre, la Agencia Meteorológica de Japón mejoró la depresión a la tormenta tropical que fue asignada en el nombre de Meranti, que desplazaba por su propio camino mientras se consolidaba.
La cizalladura del viento del norte desplazó la convección más profunda al sur de la circulación de Meranti, aunque las bandas de lluvia y una nubosidad central densa continuaron evolucionando a medida que disminuía la cizalladura del viento. A principios del 11 de septiembre, el movimiento de la tormenta se mantuvo estable al oesnoroeste, al sur de la cresta. A las 06:00 UTC de ese día, la Agencia Meteorológica de Japón mejoró Meranti al estado de tifón, y poco después el Centro Conjunto de Advertencia de Tifones hizo lo mismo. La estructura de la tormenta continuó mejorando, con un mayor flujo de salida. Un pequeño ojo de 9 km (5.6 mi) se desarrolló dentro de las tormentas en espiral, lo que indica que Meranti se estaba intensificando rápidamente. A las 06:00 UTC del 12 de septiembre, el Centro Conjunto de Advertencia de Tifones mejoró a Meranti a un súpertifón, con vientos máximos sostenidos de 1 minuto de 240 km/h (150 mph). Seis horas después, el Centro Conjunto de Advertencia de Tifones estimó vientos sostenidos de 1 minuto de 285 km/h (180 mph), equivalentes a la categoría 5 en la escala de huracanes de Saffir-Simpson, al tiempo que señaló "un entorno extremadamente favorable", y que el ojo se volvió aún más simétrico dentro de una intensa convección. El flujo de salida mejorado por un fuerte anticiclón sobre Meranti llegó la intensificación, y el tifón alcanzó su punto máximo el 13 de septiembre mientras atravesaba el Estrecho de Luzón.
La Agencia Meteorológica de Japón (JMA) estimó vientos máximos sostenidos de 10 minutos de 220 km/h (140 mph) y una presión barométrica mínima de 890 hPa (mbar; 26.28 inHg), mientras que el Centro Conjunto de Advertencia de Tifones (JTWC) estimó vientos máximos sostenidos de 1 minuto de 315 km/h (195 mph). Con base en la estimación de la presión de Agencia Meteorológica de Japón (JMA), Meranti fue uno de los ciclones tropicales más intensos. La estimación del viento de Agencia Meteorológica de Japón (JMA) convirtió a Meranti en el ciclón tropical más fuerte por la velocidad del viento en todo el mundo en 2016, superando al ciclón Winston, que tenía vientos de 285 km/h (180 mph) cuando golpeó a Fiyi en febrero. A última hora del 13 de septiembre, la tormenta tocó tierra en la isla de Itbayat, de 83 km² (32 millas cuadradas) en la provincia filipina de Batanes poco después de alcanzar su intensidad máxima, con vientos de 305 km/h (190 mph). Aproximadamente a las 03:05 CST del 15 de septiembre (19:05 UTC del 14 de septiembre), Meranti se estrelló contra el distrito de Xiang'an, Xiamen en Fujian, China, con vientos sostenidos medidos de 2 minutos de 187 km/h (116 mph). convirtiéndolo en el segundo tifón más fuerte en tocar tierra en la provincia china de Fujian.

## Impacto

### Filipinas

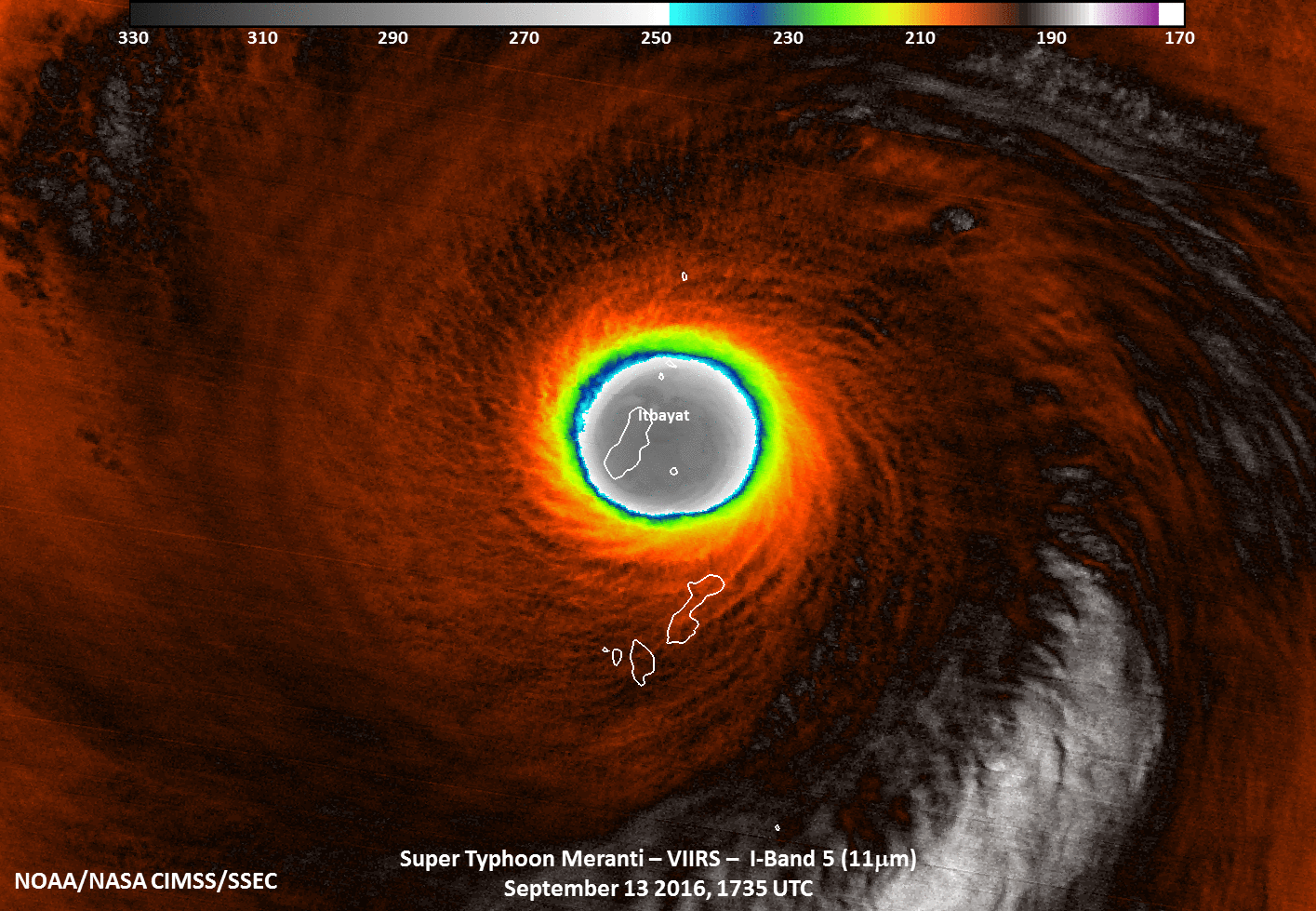
El ojo de Meranti pasó directamente sobre Itbayat a las 17:35 UTC del 13 de septiembre de 2016

Meranti golpeó la provincia de Batanes, en el extremo norte de las Filipinas, con la fuerza máxima, pasando directamente sobre la isla de Itbayat; la isla quedó aislada luego de que se perdieran las comunicaciones durante la tormenta del 14 de septiembre. A partir de mensajes de texto recibidos por miembros de la familia, los residentes en Itbayat informaron que sus casas de piedra se balanceaban durante el pico del tifón. Las evaluaciones hasta el 17 de septiembre indicaron que 292 casas fueron destruidas y 932 fueron dañadas en Batanes. Más de 10.000 personas se vieron afectadas por la tormenta, y muchas de ellas necesitan agua en extremo. Un estado de calamidad fue declarado para la provincia el 15 de septiembre. El daño total superó un total aproximado de ₱ 244.8 millones (US$ 5.13 millones) al 21 de septiembre. Los esfuerzos de ayuda del gobierno llegaron a Itbayat el 18 de septiembre y no informaron víctimas en la isla. La vicepresidenta Leni Robredo visitó la isla para llevar ayuda y socorro mientras era informada de la situación.

### República de China

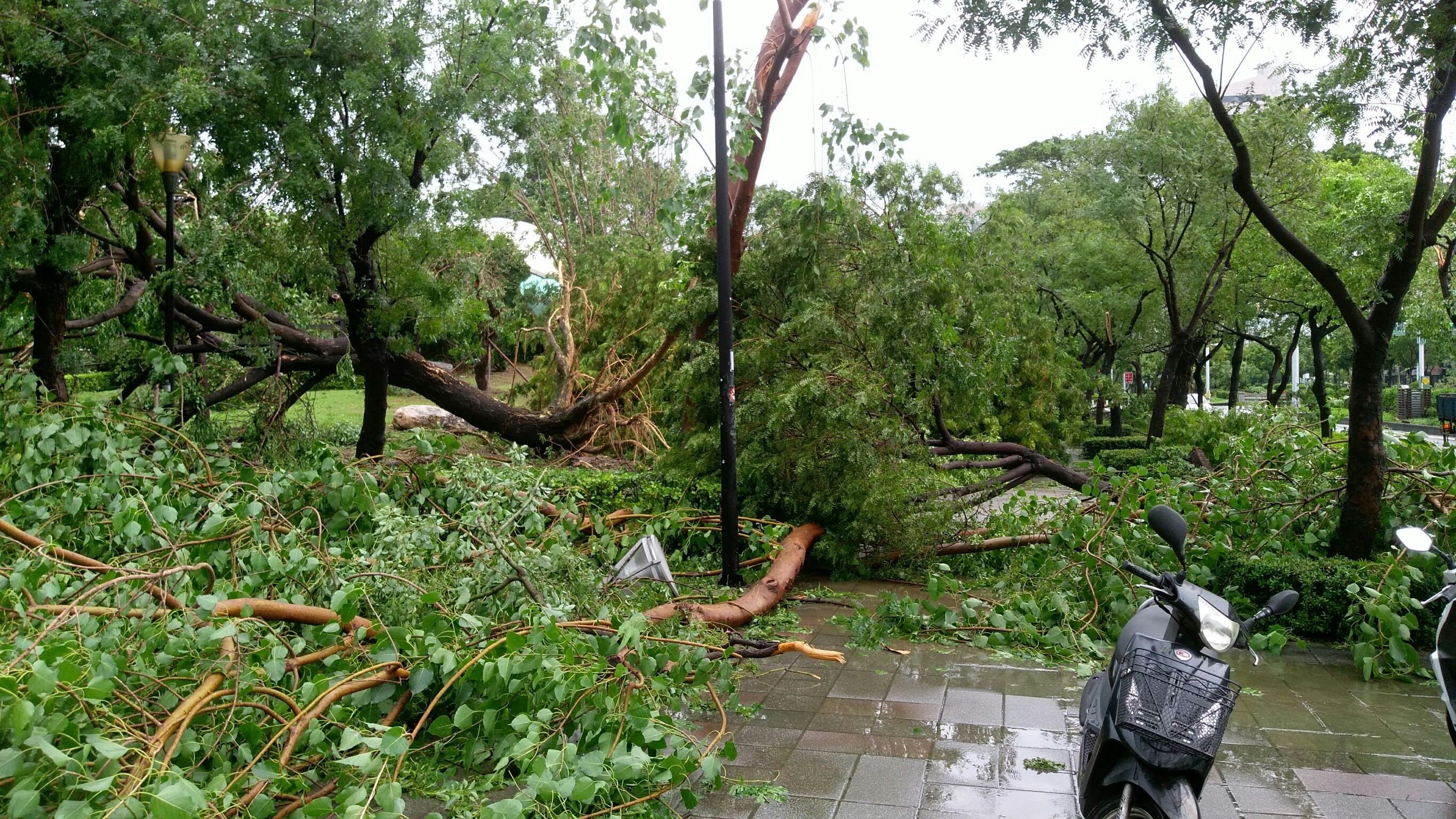
Daño a los árboles en Kaohsiung Central Park

Al menos dos personas fueron asesinadas en República de China. Casi un millón de hogares perdieron energía y 720 mil perdieron suministros de agua. El daño agrícola excedió NT$ 850 millones (US$ 27 millones). Un pequeño faro en el condado de Taitung se derrumbó y el mar agitado desmontó 10 buques en el puerto de Kaohsiung.

### China
El tifón Meranti causó grandes daños en las provincias de Fujian y Zhejiang. En Fujian, la tormenta mató a 18 personas y dejó otras 11 desaparecidas. Los vientos con fuerza de tifón y las inundaciones repentinas causaron un daño tremendo, dejando más de 31.8 millones de yenes (US $ 4.7 mil millones) en pérdidas económicas y causó la muerte de 45 personas en el este de China. Las ciudades de Xiamen, Quanzhou y Zhangzhou quedaron paralizadas en la estela de Meranti. Inundaciones repentinas en el condado de Yongchun destruyeron un puente de 871 años de antigüedad que fue clasificado como un sitio patrimonial protegido. Las inundaciones en Zhejiang se cobraron al menos diez vidas y dejaron otras cuatro desaparecidas. Al menos 902 casas colapsaron y 1.5 millones de personas en la provincia se vieron afectadas.

## Nombre retirado
Durante la 49.ª sesión anual del Comité de Tifones de ESCAP/OMM en febrero de 2017, el nombre Meranti se retiró de la lista de nombres en rotación. En marzo de 2018, el Comité de Tifones finalmente eligió a Nyatoh como su nombre de reemplazo.